# Jeu audio

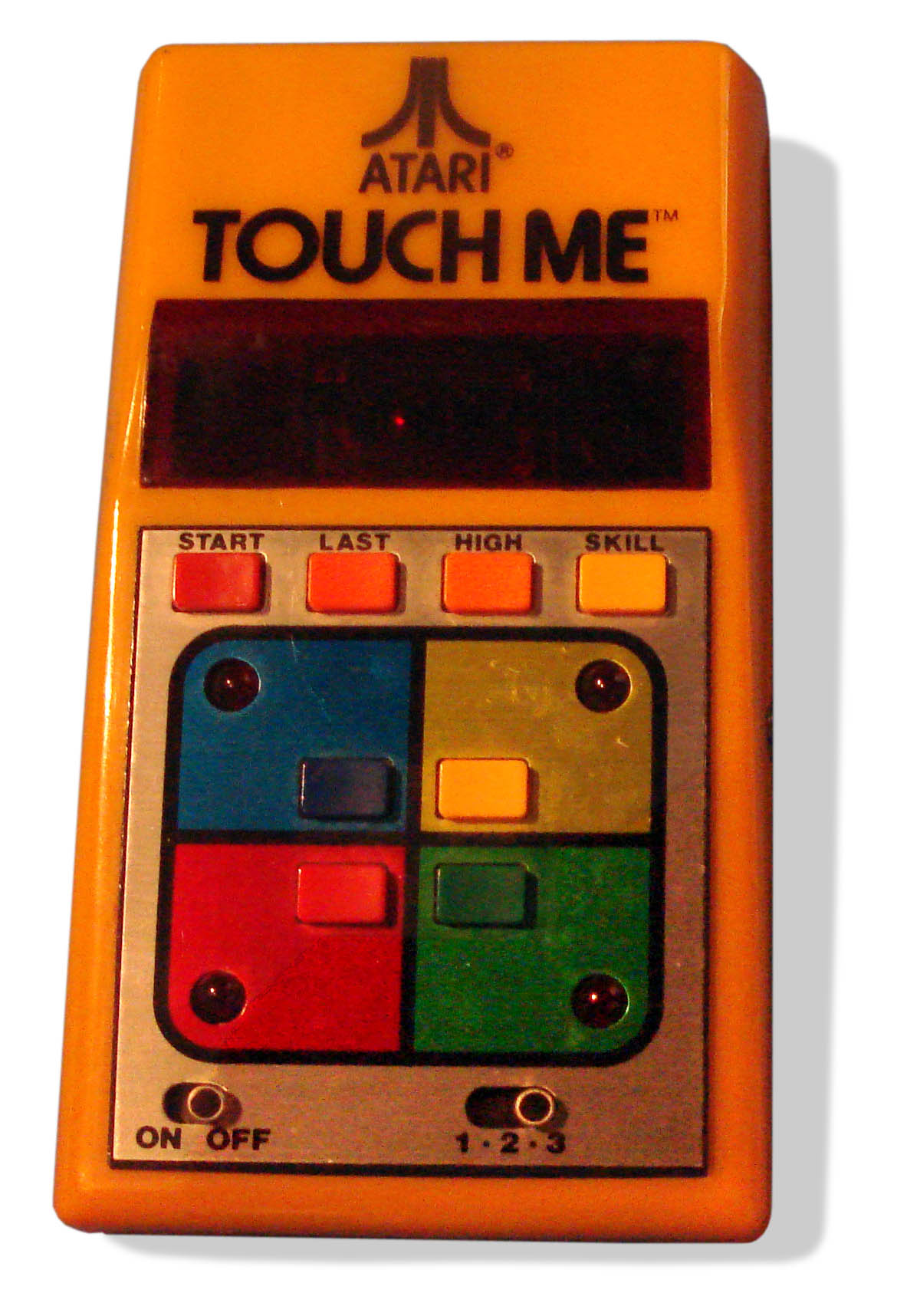
Le jeu d'arcade Touch Me, produit par Atari consiste à toucher une série de boutons qui s'allument et produisent des sons.

Un jeu audio est un jeu électronique joué sur un appareil tel qu'un ordinateur personnel. Il est similaire au jeu vidéo dans le sens où il y a un retour sonore et tactile, mais pas visuel.
Les jeux audio sont à l'origine conçus principalement par des développeurs amateurs et aveugles avec comme objectif de créer des jeux expressément accessibles aux joueurs aveugles. De plus en plus de gens s'intéressent aux jeux audio, qu'il s'agisse d'artistes sonores, de chercheurs en accessibilité de jeux, de développeurs de jeux mobiles et de joueurs de jeux vidéo grand public. La plupart des jeux audio fonctionnent sur PC, bien qu'il en existe aussi sur consoles de jeux de salon ou portables. Les jeux audio présentent la même variété de genres que les jeux vidéo standards, tels que les jeux d'aventure et les jeux de course.